# Zabłocie (rejon dzierżyński)
Zabłocie (biał. Забалацце, Zabałaccie; ros. Заболотье, Zabołotje) – agromiasteczko na Białorusi, w obwodzie mińskim, w rejonie dzierżyńskim, w sielsowiecie Stańków, nad Usą i przy drodze magistralnej M1.

## Historia
W XIX i w początkach XX w. położone było w Rosji, w guberni mińskiej, w powiecie mińskim, w gminie Stańków.
Po I wojnie światowej pod administracją polską, w Zarządzie Cywilnym Ziem Wschodnich, w okręgu mińskim, w powiecie mińskim, w gminie Stańków.
W wyniku postanowień traktatu ryskiego znalazło się w granicach Związku Sowieckiego. W latach 1932–1937 w Polskim Rejonie Narodowym im. Feliksa Dzierżyńskiego. Od 1991 w niepodległej Białorusi.